# 길천천
길천천(吉川川)은 울산광역시 울주군 상북면 길천리의 소문골지에서 발원하여 대체로 북동류하다가, 길천리 중심지에서 동류하고, 후리교 부근에서 다시 북동류하고, 현대알루미늄 언양공장 부근에서 동류하다가, 상북면 길천리에서 남하강(본래의 태화강 본류)으로 흘러드는 하천이다.